# Gideon Toury
Gideon Toury, izraelski prevodoslovec in prevajalec, * 6. junij 1942, Haifa, Izrael, † 4. oktober 2016, Tel Aviv, Izrael.
Deluje kot profesor literarne teorije, primerjalne književnosti in prevodoslovja slovja na Univerzi v Tel Avivu. Toury je glavni urednik in ustanovitelj projekta Target: International Journal of Translation Studies (1989), in že več let glavni urednik sloveče zbirke Benjamins Translation Library. Bil je član uredniškega društva in svetovalnih odborov številnih mednarodnih revij. Izdal je številne knjige, mnogo zbornikov in napidsal kopico člankov - tako v angleščini kot v hebrejščini. Ukvarjal se je predvsem s področjem prevodoslovja in primerjalne književnosti. Njegovi članki so bili prevedeni tudi v mnogo drugih jezikov. Leta 2000 je prejel nagrado za svojo doktorsko disertacijo na Middlesex University v Londonu. 

## Delitev prevajalskih norm po Gideonu
Za Touryja določajo prevajalske procese kulturno specifične prevajalske norme. Norme so lahko časovno spremenljive in kulturno specifične in prav od teh je odvisno, kakšen bo vsebinski in formalni pristop med izhodiščnim in ciljnim besedilom. Toury deli prevodne norme na:

### Začetne norme (initial norms)
Prevajalec mora poznati omejitve in pričakovanja, ki jih postavlja izhodiščni jezik in kultura; upoštevati mora omejitve na mikroravni (stavki) in makroravni (celotno besedilo). Prevajalec se sam odloči ali bo prevod bolj ustrezal izhodiščni ali pa bolj ciljni kulturi.

### Preliminarne (preliminary norms)
Nanašajo se na prevodno politiko in na neposrednost prevoda (prevodna politika narekuje to, kar dejansko prevedemo). Prevajalec se redko lahko odloča, kaj bo prevedel: prevodna politika narekuje, kaj se bo točno prevajalo in odloča ali se bo prevajalo iz izvirnika ali preko vmesnega jezika.

### Operativne/izvedbene norme (operative norms)
Gre za tiste norme, ki so odvisne samo od prevajalca. Sam se odloči kaj bo izpustil, kaj dodal, kaj prerazporedil, temu natančneje rečemo matrična norma. Norme knjižnega jezika pa so seveda najpomembnejše za nastanek prevoda.